# Мировые поэтические чтения в Куала-Лумпуре
Мировые поэтические чтения в Куала-Лумпуре (малайск. Pengucapan Puisi Dunia Kuala Lumpur) — один из значимых международных форумов поэтов.
Проводились регулярно раз в два года в Куала-Лумпуре (Малайзия) с 1986 по 2004 год. Инициатором чтений выступил известный малайзийский поэт Ахмад Камал Абдуллах, а организаторами - Совет по языку и литературе Малайзии, министерство культуры, министерство туризма, а также городской совет Куала-Лумпура .
На каждые чтения приглашались обычно до 30 поэтов из разных стран. В программе чтений были не только выступления участников со своими стихами, но и дискуссии по актуальным проблемам современной литературы и роли поэтов в укреплении мира и взаимопонимания на земле .
От СССР/ России участие в форуме принимали Белла Ахмадуллина (1988), Виктор Погадаев (1994), Елена Танева (2002), Евгений Рейн (2004). Андрей Вознесенский получал приглашение на чтения 2004 года, но по состоянию здоровья не смог принять участия. 

Московская поэтесса Елена Танева среди малайзийских поэтов на Мировых поэтических чтениях в Куала-Лумпуре в 2002 году

Проведение чтений было приостановлено по финансовым соображениям.

## Впечатление
Мировые поэтические чтения в Куала-Лумпуре в 2002 году, можно сказать, стали для меня, молодого поэта, замечательной школой. Я хорошо помню советы и наставления Дато д-ра Хаджи Ахмада Камала Абдуллаха, сборник поэзии которого «Алиф Лям Мим» поразил меня глубоким содержанием и изумительно поэтическим языком. Поэты Баха Заин, Абдул Гафар Ибрагим, Зайтон Аджамаи, Гунавад Махмуд научили меня критическому отношению к жизни. Радхи Джаафер, выдающийся поэт из Ирака, показал, как надо выражать чаяния страдающего народа, а Елена из России дала мне замечательный урок того, как надо видеть красоту. Я никогда не забуду, как она выразила своё восхищение мечетью в Путраджае, сказав, что её купол напоминает плывущего по волнам лебедя. — Аниф Сирсаэба Эль- Ширази